# Leeland
Leeland — американская христианская рок-группа из города Бейтаун, что расположен в штате Техас. Группа была сформирована в 2004 году певцом Лилендом Мурингом (хотя песни были написаны им заранее), и названа по имени вокалиста.
На данный момент группа записала три студийных альбома и была номинирована на премию Грэмми и GMA Dove Awards за дебютный альбом «Sound Of Melodies»

## Состав группы
- Лиленд Муринг (вокал, гитара)
- Джек Муринг (бэк-вокал, клавишные)
- Матт Кампбелл (гитара)
- Джейк Хольц (бас)
- Майк Смит (барабаны)

Оригинальный состав группы включал Джереми Вуда, но он покинул группу в 2006, и был заменён гитаристом Мэтом Кемпбеллом поздней весной 2007-го.

## Дискография
- 2006 — «Sound Of Melodies»
- 2008 — «Opposite Way»
- 2009 - «Love Is on Move»
- 2010 - «Majesty: The Worship EP»
- 2011 - «The Great Awakening»